# Solenopsis succinea
Solenopsis succinea é uma espécie de formiga do gênero Solenopsis, pertencente à subfamília Myrmicinae.